# Apartamento de luxo

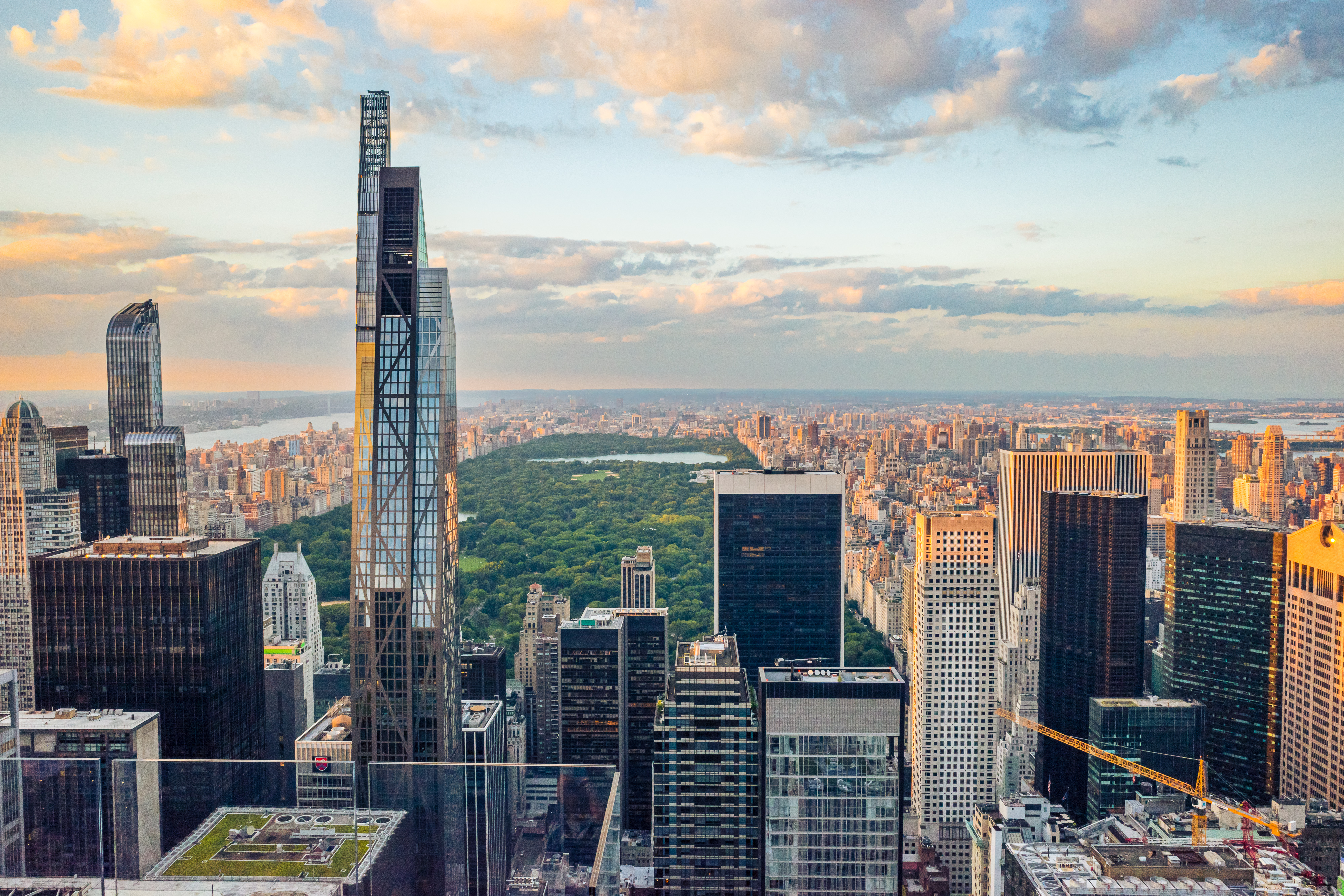
Billionaire's Row, NYC, uma nobre regiao formada por um grupo de arranha-céus residenciais de "ultra-luxuosos" (One57, 432 Park Avenue, 111 West 57th Street e Central Park Tower) que apresenta a maior quantidade de residências ultra-luxuosas do país, localizada em Midtown Manhattan, Nova York.

Um apartamento de luxo é uma unidade habitacional existente em edifícios de luxo. É um tipo de imóvel que se destaca por suas características sofisticadas e de alto padrão. Geralmente oferecem diversos diferenciais em relação aos imóveis comuns, como acabamentos de alta qualidade, que utilizam materiais premium e detalhes de design que proporcionam um ambiente elegante e confortável. Além disso, eles costumam estar localizados em áreas privilegiadas, muitas vezes em regiões nobres ou com vistas panorâmicas, o que valoriza ainda mais o imóvel. A infraestrutura e os serviços são outros aspectos importantes; apartamentos de luxo frequentemente incluem comodidades como segurança 24 horas, áreas de lazer, academias, piscinas e serviços de concierge. Nos EUA representam 10% das transações no mercado imobiliário, com um valor total superior a 4 a 5 milhões de dólares e apartamentos "ultra-luxuosos" avaliados acima de 10 milhões de dólares.

## Histórico
O termo "apartamento de luxo" surgiu após a Segunda Guerra Mundial, quando o crescimento das cidades e a ascensão de uma classe média abastada criaram demanda por residências urbanas mais refinadas e com uma definição menos grandiosa em comparação aos dias atuais. Na década de 1980, o mercado começou a se sofisticar, com a introdução de serviços como porteiros e segurança 24 horas, marcando a primeira fase do que conhecemos hoje como luxo. Com o avanço tecnológico e da globalização, além do aumento da riqueza global, a definição de luxo foi ampliada, incorporando tecnologias avançadas e design arrojado, firmando-se como um segmento vital no mercado imobiliário global. O crescimento da internet aumentou a competição para criar apartamentos de luxo, permitindo que os compradores verificassem listas de imóveis de forma mais fácil. Competition to make the most luxurious apartment increased due to the growth of the Internet, which allowed potential buyers to cross-check apartment listings.
Nos anos 2000, o mercado de apartamentos de luxo começou a se beneficiar de uma crescente globalização, com investidores internacionais buscando imóveis em cidades-chave ao redor do mundo. Durante esse período, a tecnologia começou a desempenhar um papel crucial no design e na funcionalidade desses apartamentos. A automação residencial começou a se tornar uma característica desejável, permitindo que os moradores controlassem luzes, temperatura e segurança através de interfaces digitais. O design também evoluiu, com uma ênfase crescente na sustentabilidade e no uso eficiente de recursos. Materiais eco-friendly e tecnologias verdes começaram a ser incorporados nos projetos, refletindo uma maior consciência ambiental entre os consumidores de luxo.

## Design
Os apartamentos de luxo representam a quintessência do conforto e da sofisticação nas áreas urbanas. Se destacam por oferecer níveis superiores de conforto, qualidade e conveniência, através de acabamentos de alta especificação, como aquecimento sob o piso, ar condicionado central, banheiros em mármore e cozinhas com bancadas de granito ou quartzo. Muitas vezes incluem comodidades como estúdios de ioga, pistas de boliche, spas privativos, estacionamento subterrâneo, galpões, serviço de concierge 24 horas, piscinas aquecidas, cinemas privativos, adegas e centros de lazer exclusivos para residentes. Além disso, a localização é um fator crucial, com muitos desses apartamentos situados em áreas privilegiadas que oferecem vistas deslumbrantes e fácil acesso a serviços de luxo.
Para que um apartamento seja considerado de luxo, ele deve atender a uma série de critérios que o diferenciam dos imóveis convencionais:
- Localização Premium: Geralmente situados em bairros nobres das cidades, com fácil acesso a centros financeiros, culturais e de entretenimento.
- Design e Arquitetura: O design de apartamentos de luxo é cuidadosamente planejado para maximizar o espaço e a luz, criando ambientes elegantes e funcionais. Arquitetos renomados são frequentemente contratados para garantir que cada detalhe seja impecável, desde o layout interno até os materiais utilizados. Muitos projetos incorporam tecnologia de ponta, incluindo sistemas de automação residencial que permitem o controle de iluminação, temperatura e segurança a partir de dispositivos móveis. O design mistura frequentemente o moderno com o clássico, criando ambientes atemporais. Há utilização de materiais de altíssima qualidade como mármore, granito e madeiras nobres. O design frequentemente incorpora elementos modernos e sustentáveis.
- Tecnologia e Automatização: Sistemas de automação residencial que permitem o controle de iluminação, temperatura e segurança via dispositivos móveis.
- Espaço e Conforto: Áreas amplas, pé-direito alto, e janelas do chão ao teto que proporcionam vistas panorâmicas.
- Alto valor de metro quadrado: O valor do metro quadrado nesses apartamentos pode variar significativamente dependendo da localização. Em cidades como Nova York ou Londres, os preços podem ultrapassar $20,000 por metro quadrado, enquanto em cidades emergentes, como Dubai ou Hong Kong, os valores podem girar em torno de $10,000 a $15,000 por metro quadrado. No Rio de Janeiro, por exemplo, o preço pode ultrapassar R$ 30.000 por metro quadrado em bairros como Ipanema. Em Lisboa, no bairro do Chiado, os valores podem chegar a €10.000 por metro quadrado.

## Cultura geral e atualidade
Nas décadas de 2000 e 2010, o mercado de apartamentos de luxo passou por transformações significativas, impulsionado por avanços tecnológicos, mudanças econômicas e novas tendências de design. Esses anos foram marcados por uma expansão do conceito de luxo imobiliário, que passou a incorporar não apenas características tradicionais de conforto e exclusividade, mas também inovações que redefiniram o que significa viver em um espaço de alto padrão.
A década de 2010 trouxe uma personalização ainda maior aos apartamentos de luxo. Os consumidores passaram a exigir espaços que refletissem suas identidades e estilos de vida únicos. Isso levou ao desenvolvimento de apartamentos com layouts mais flexíveis e personalizados, permitindo que os moradores adaptassem os espaços às suas necessidades específicas. Marcada por um aumento na construção de condomínios de luxo, atraindo compradores ricos do exterior, especialmente em Nova York. No entanto, mudanças econômicas e fiscais esfriaram a demanda, resultando em um excesso de apartamentos de luxo não vendidos. Em Londres, as comodidades de luxo são altamente valorizadas, e em Dubai, a Dubai Marina se destaca como um centro de apartamentos de alto padrão. Durante este período, a localização continuou a ser um fator crucial, mas houve um foco renovado em criar comunidades internas completas dentro dos edifícios de luxo. As amenidades tornaram-se mais variadas e sofisticadas, incluindo desde bibliotecas, galerias de arte e espaços de coworking, após a Pandemia de COVID-19. Além disso, o design de interiores passou a incorporar elementos de bem-estar, com atenção especial à iluminação natural, qualidade do ar e acústica, criando ambientes que promovem a saúde e o bem-estar dos moradores.
Em termos de mercado, a oferta de apartamentos de luxo aumentou em resposta à demanda crescente, especialmente em cidades globais como Nova York, Londres, Hong Kong e São Paulo. No entanto, essa expansão também levou a preocupações com saturação de mercado em algumas áreas, resultando em ajustes de preços e estratégias de vendas mais criativas.Essas décadas foram fundamentais para estabelecer o que hoje consideramos como padrão para apartamentos de luxo, consolidando uma combinação de tecnologia, design sustentável, localização estratégica e uma gama diversificada de amenidades que atendem a um público cada vez mais exigente e diversificado. Hoje, os apartamentos de luxo são definidos não apenas por suas amenidades, mas também por sua posição no mercado, geralmente situando-se entre os 10% superiores das transações ou avaliados em mais de 4 a 5 milhões de dólares. Os apartamentos "ultra-luxo" excedem a marca dos 10 milhões de dólares.
Na cultura popular e na ficção, apartamentos de luxo são frequentemente retratados como símbolos de sucesso e status. Séries de televisão, como "Sex and the City" e "Gossip Girl", exploram a vida glamourosa dos residentes desses imóveis, destacando o fascínio que esses espaços exercem sobre o público. Em filmes, eles são frequentemente cenário de cenas icônicas que enfatizam a opulência e o estilo de vida sofisticado dos personagens. Em novelas brasileiras, como "Avenida Brasil", os personagens que habitam esses espaços são retratados como pessoas de grande influência e poder. Em Portugal, séries como "Morangos com Açúcar" ocasionalmente destacam o contraste entre diferentes estilos de vida, com apartamentos de luxo servindo como cenários para as vidas glamorosas de alguns personagens.